# Zone économique libre de Crimée
La zone économique libre de Crimée (ukrainien : Вільна економічна зона «Крим» Vilna ékonomitchna zona «Krym») désigne, en droit ukrainien, les territoires de la république autonome de Crimée et de Sébastopol, annexés par la Russie lors de la crise de Crimée. La zone économique est créée le 27 septembre 2014 pour dix ans.